# نظام ضوئي أول (I)

التفاعل المعتمد على الضوء من التمثيل الضوئي فيغشاء ثايلاكويد

موقع جينات psa في جينوم البلاستيدات الخضراء في Arabidopsis thaliana. يتم عرض الجينات 21 ترميز البروتين تشارك في التمثيل الضوئي كمربعات خضراء.

النظام الضوئي الأول (بالإنجليزية: Photosystem I)‏ ويُعرف اختصاراً ب PSI هو ثاني مُعقد بروتيني في التفاعلات المعتمدة على الضوء لعملية التمثيل الضوئي الأكسجيني. يتواجد في غشاء الثايلاكويد للنباتات والطحالب والبكتيريا الزرقاء. النظام الضوئي الأول هو بروتين أساسي يستخدم الطاقة الضوئية لإنتاج ناقلات الطاقة العالية بالطاقة ATP و NADPH. يضم PSI أكثر من 110 من العوامل المرافقة، أي أكثر بكثير من النظام الضوئي II.

## التاريخ
يُعرف هذا النظام الضوئي باسم PSI لأنه اِكتشفَ قبل النظام الضوئي الثاني.
تم اكتشاف بعض جوانب PSI في الخمسينيات، ولكن لم تكن أهمية هذه الاكتشافات معروفة بعد. اقترح لويس دويسنس لأول مرة مفاهيم نظامي الضوئي الأول والثاني في عام 1960، وفي نفس العام، جمع Fay Bendall و  Robert Hill الاكتشافات السابقة في نظرية متماسكة لتفاعلات التركيب الضوئي التسلسلية. تم تبرير فرضية هيل وبندال لاحقًا في تجارب أجريت في عام 1961 من قبل مجموعات Duysens و Witt

## مجال البروتين Ycf4
تم العثور على مجال البروتين Ycf4 على غشاء الثايلاكويد وهو أساسي للنظام الضوئي الأول. يساعد بروتين غشاء ثايلاكويد هذا في تجميع مكونات النظام الضوئي الأول، وبدونه لن يكون التركيب الضوئي فعالاً.

## روابط خارجية
- Photosystem I: جزيء الشهر في بنك بيانات البروتين
- Photosystem I في مرافق لعلم وظائف الأعضاء النباتية
- جيمس باربر FRS Photosystems I & II